# Uroš Drenović
Uroš Drenović (Sitnica (na Manjači), 1911. — Čađavica, 1944.), bio je četnički vojvoda iz Drugoga svjetskog rata. Borio se na strani osovinskih sila protiv jugoslavenskih partizana, posebno u napadu na Kozaru. surađivao je s NDH.
U Drugi svjetski rat ušao je kao pričuvni časnik sa zvanjem poručnika. Po kapitulaciji bio je jedan od vođa ustanka u Bosni, ali se odvojio od partizana i osnovao četničke postrojbe. Ubrzo, 1942. godine prilazi ustašama i NDH te s njima sklapa sporazum o lojalnosti i suradnji a i surađuje s njemačkim okupatorom. Njegove postrojbe sudjeluju u napadu na civile na Kozari. Gine 1944. godine prigodom savezničkog napada na njemačke položaje.
Po ocjeni koju je dao u svom izvješću četnički major Slavoljub Vranješević 3. veljače 1943. godine, Drenović je bio bolesno ambiciozan čovjek i patio od umišljene veličine te se rado dodvoravao i Hrvatima i Nijemcima, a uz to je slao i pokloničko izaslanstvo patrijarhu Hrvatske pravoslavne crkve Germogenu u Zagreb. Kao borac bio je hrabar ali vrlo slab zapovjednik jer "nema sposobnosti zapovijedati većoj jedinici u borbi", kako kaže Vranješević koji dodaje da je Drenović bio pod veoma jakim utjecajem svoje žene "koja takoreći njime zapovijeda". Major Vranješević zaključuje da su ova Drenovićeva obilježja dovela do sloma njegovog odreda.

## Ratni životopis

### Početak ustanka i razlaz s partizanima
Početak ustanka u Bosni obilježilo je jedinstvo pobunjenog naroda. U to vrijeme nije postojala politička podijeljenost već jedinstveni narodni pokret protiv okupatora, i posebno protiv zločina NDH nad srpskim stanovništvom. Drenović je bio zapovjednik bataljona u sastavu partizanskog odreda. Međutim kada je saznao da se formiraju četnički odredi, on traži na odredskoj konferenciji 10. prosinca 1941. godine da se njegov bataljon preimenuje u četnički uz obećanje da će ostati u svezi s partizanskim dijelom odreda. Njegov zahtjev je prihvaćen, ali ubrzo dolazi do potpunog razlaza Drenovića s partizanima. Partizani optužuju Drenovića za suradnju s Talijanima i ubojstvo partizana, zamjenika političkog komesara Joze Nemeca u veljači 1942. godine na oslobođenom ozemlju.
Drenović je surađivao s Nedićem, NDH i Talijanima, ali nejasno je je li bio pod zapovjedništvom Mihailovića i JVUO, ili je bio samostalni gospodar rata na području koje je nadzirao.
Bataljon Pelagić je bio zarobio 40 domobrana na Bagu i na Drenovićevo inzistiranje sve ih strijeljao.

### Suradnja s ustaškim režimom u NDH
Uroš Drenović je jedan od nekoliko četničkih zapovjednika koji su surađivali s ustašama. Drenović je sa stožerom svog odreda 27. travnja 1942. godine u Banjaluci u hotelu "Bosna" boravio na konferenciji s ustašama.
Uroš Drenović je 27. travnja 1942. pred vlastima NDH u Varcar Vakufu dao iduću pismenu izjavu: 

### Vojna suradnja Drenovićevih postrojbi s NDH
Veliki župan Velike župe Bribir i Sidraga, ustaški stožernik David Sinčić je 17. lipnja 1942. godine poslao iz Knina nadređenima brzojav: 
"Postignuta suradnja s četničkim vođama Bogunović, Đujić, Rokvić, Rađenović. Četnici po dogovoru sa mnom i dobijenim uputstvima idu prema Glamoču sastati se s četnicima Drenovića i domobranima gdje odrediti plan daljnjih zajedničkih akcija.
Radi djelovanja protiv partizana radi postignuća dodira s hrvatskom vojskom četnici izvršili napad na Peulje, Crni Lug, Grkovci, Podgoru, Tičevo malo i veliko uspjehom. Četnici za suradnju s nama i borbu protiv partizana nemaju oružja, strijeljiva i hrane. Potrebno ih opskrbiti preko Knina ili u času dodira s našom vojskom u Glamoču. Radi potrebne oružane akcije naših domobrana iz Knina s četnicima prema Glamoču, Bosanskom Petrovcu, južnoj Lici, potrebno Zapovjedničtvo sedme operativne zone u Kninu poslati pojačanja u ljudstvu, oružju, osobito strojnice, bacače mina i vojna vozila.
Četnici poveli akciju protiv partizana iz Medka prema Strmici. Potrebno je povezati ovu akciju s akcijom naše vojske iz Gospića. Četnici očekuju za svoje akcije uputstva našeg vojničkog Zapovjedničtva. Poruke slati preko Knina ili krilašima u Bosansko Grahovo kao što je već učinilo Zapovjedničtvo trećeg vojnog zbora četnicima Branka Bogunovića. Gornje dostavite Zapovjedničtvu trećeg vojnog zbora Sarajevo i Ministarstvu vanjskih poslova za Vrančića.''"
Iz ovog se vidi da je postojala suradnja postrojbi pod zapovjedništvom vojvode Uroša Drenovića s organima i vojskom NDH, te pomoć NDH u oružju, strijeljivu i čak i ljudstvu lojalnim četničkim postrojbama.

## U službi NDH i Trećeg Reicha
Postrojbe lojalnih četnika nisu samo sudjelovale u borbenim operacijama u službi NDH već su pružali logističku i pozadinsku podršku i njemačkim vojnim postrojbama. Tako su četnici vojvode Drenovića bili zaduženi za čuvanje i popravak puteva kojima su se kretale postrojbe Wermachta, ali su bili ovlašteni od seljaka za račun NDH i Trećeg Reicha vršiti otkup hrane, stoke i drvne građe a svi ti poslovi su išli preko zapovjedništva četničkih snaga u Bosni, između ostalih i preko vojvode Drenovića i drugih koji su od toga imali i osobnu korist.
Uroš Drenović je svoju suradnju i lojalnost NDH unovčavao i praktičnom prodajom zarobljenih pripadnika ustaničkog pokreta ustaškom režimu. Tako je sačuvan navod satnika Anta Zičarića zapovjednika ustaške bojne iz pisma upućenog glavnom stožeru ustaške vojnice u Zagrebu od 28. svibnja 1942. godine u kojem on kaže:
»Za uhvaćene vođe partizana traže od nas otkupninu, a i novac za pripomoć, pa iz toga vidim, da bi se novcem mnogo toga dalo postići... Mišljenja sam da moraju postojati posebne novčane navjere (krediti) za obavještenja, jer sam ustanovio da većinu četničkih vođa možemo za novac ili bilo kakvu uslugu kupiti...«

### Drenovićeva uloga u bici na Kozari
Uroš Drenović je s četničkim vrhom aktivno sudjelovao u pripremama za ustaško-njemački napad na partizane na Kozari. Bio je prisutan na sjednici na kojoj se govorilo o predstojećem napadu na Kozaru. To svjedoči zapisnik sa sjednice četničkog vrha 7. lipnja 1942. godine i njegov referat u kojemu on između ostalog kaže:
Pod zapovjedništvom Uroša Drenovića i Vukašina Marčetića aktivno su sudjelovale u napadu na Kozaru zajedno s ustaškim, njemačkim i mađarskim postrojbama, sveukupno oko 2 000 četnika pod zapovjedništvom Osovine. Prigodom drugog partizanskog napada na Jajce, 1942. godine, među poginulima u njemačko-domobranskom utvrđenju bila je i Drenovićeva supruga.

### Drenovićeva uloga u operaciji Weiss
U izvješću upućenom zapovjedništvu bosanskih četničkih odreda 27. travnja 1943. godine, četnički zapovjednik Drenović, pored ostalog, javlja:
Uroš Drenović i bivši dožupan Jajca dr. Šunić su se sastali u Banjoj Luci 2. svibnja 1943. godine, gdje su razgovarali kao stari poznanici. Jedina nesuglasica među njima je bilo pitanje misteriozno nestalih 300 000 jugoslavenskih dinara:
Šunić je dalje nastojao odobrovoljiti Drenovića, stavljajući mu do znanja kako mu može nabaviti nove čizme i, eventualno, jedan automobil.
Njemačko izvješće od 19. studenoga 1943. godine za Drenovića kaže da je "nepomirljiv protivnik komunista", i da "više od godine dana surađuje otvoreno s njemačkim Wermachtom". Sam Drenović se na sastanku četničkih zapovjednika žali kako su zbog ugovora s NDH koji je potpisao, partizani njemu i njegovim borcima nadjenuli nadimak "srpske ustaše"

## Uroš Drenović i Draža Mihailović
Draža Mihailović je bio dobro upoznat s djelatnošću Uroša Drenovića, o čemu svjedoči njegova depeša Petru Baćoviću iz veljače 1943. godine:
Vremenom su vijesti o Drenovićevoj suradnji s okupatorom prodrle u javnost savezničkih zemalja, te britanska vlada traži od generala Mihailovića izjasniti se po tom pitanju. Na pitanje jugoslavenskog premijera Božidara Purića o kolaboraciji njegovih zapovjednika četnički general Mihailović 10. studenoga 1943. odgovara:
Na poslijeratnom suđenju, optuženi Mihajlović se branio da Uroš Drenović nikada nije bio u kontaktu s njegovim zapovjedništvom, da u prvo vrijeme nije ni čuo za njega, da nije znao za Drenovićevu suradnju s Nijemcima i ustašama te da je za to saznao tek prigodom čitanja optužnice i na samom suđenju.
U daljnjem tijeku procesa, Mihailović je korigirao svoju izjavu, ali je i dalje negirao da je on imao nadzor nad Drenovićem, jer ga nije niti postavio niti ga je mogao smjenjivati, iz čega se stječe dojam, da je Drenović bio van nadzora JVUO. Tužitelj je Mihailoviću dao na uvid Mihailovićeve brzojave u kojima je on vlastitom rukom pisao da je Drenović surađivao s ustašama, Nijemcima i Talijanima, što je Mihailović potvrdio kao istinito, ali uz opasku da je za to saznao tek kasnije zbog nemogućnosti nadzora i komunikacije.

## Drenovićeva smrt
Uroš Drenović je poginuo na Čađavici, 1944. godine prigodom savezničkog napada RAF-a na četničko-njemačke položaje, kako se navodi, stradao je od engleske avio-bombe. Poginuo je zajedno s njemačkim časnikom.

## Pokop
Vojvodu Uroša Drenovića pokopali su pripadnici ravnogorskog pokreta, na vrhu Manjače, 2002. godine, nakon ekshumacije s mjesta na kojemu je ranije bio tajno pokopan.
Tim povodom mu je podignut spomenik uz blagoslov Srpske pravoslavne crkve i Boračke organizacije Republike Srpske.
U Banjoj Luci jedna ulica nosi ime vojvode Uroša Drenovića.

## Vanjske poveznice
- Pogledi: Svesrpski sabor na Manjači: Spomenik vojvodi Drenoviću[neaktivna poveznica]